# 목포공공도서관
목포공공도서관은 전라남도 목포시 원산주택로3번길 6에 위치한 도서관이다.
1982년 목포학생도서관으로 개관해 있던 것을 1993년에 현재의 위치로 옮겼다. 개관 당시에는 목포시교육장의 부속기관이었으나 전라남도교육청의 직속기관으로 독립했다.
총 장서 수는 248,961권이다. 리모델링 공사로 엘리베이터가 추가되는 등 내부가 바뀌었다.